# Helmuth Rilling
Helmuth Rilling (Stoccarda, 29 maggio 1933) è un direttore di coro e docente tedesco.
È il fondatore della Gächinger Kantorei (1954), il Bach-Collegium Stuttgart (1965), il Festival Bach dell'Oregon (1970), la Bachakademie Internazionale di Stoccarda (1981) e altre Accademie di Bach in tutto il mondo, così come il "Festival Ensemble di Stoccarda"(2001) e il "Junges Stuttgarter Bach Ensemble" (2011). Ha insegnato direzione corale presso la Musikhochschule di Francoforte dal 1965 al 1989 e ha guidato la Frankfurter Kantorei dal 1969 al 1982.

## Educazione
Rilling nacque in una famiglia di musicisti. Ricevette la sua prima formazione nei Seminari protestanti di Württemberg. Dal 1952 al 1955 studiò organo, composizione e direzione corale presso il Collegio di Musica di Stoccarda. Completò gli studi con Fernando Germani a Roma e all'Accademia Musicale Chigiana di Siena.
Mentre era ancora uno studente nel 1954, fondò il suo primo coro, il Gächinger Kantorei. A partire dal 1957 è stato organista e direttore di coro presso la Gedächtniskirche di Stoccarda, dirigendo il coro Figuralchor der Gedächtniskirche Stuttgart. Dal 1963 al 1966 insegnò organo e coro alla Spandauer Kirchenmusikschule, dirigendo lo Spandauer Kantorei (Corale di Spandau).

## Carriera
Nel 1967 studiò con Leonard Bernstein a New York e nello stesso anno fu nominato professore di direzione di coro presso l'Università di Francoforte di Musica ed Arti dello Spettacolo, un incarico che mantenne fino al 1985. Nel 1969 assunse la direzione del Frankfurter Kantorei (Coro di Francoforte). Dal 1965 diresse il Bach-Collegium Stuttgart, che spesso si esibisce con i Gächinger Kantorei. Ha fatto molte tournée con entrambi i gruppi.
È molto noto per le sue interpretazioni della musica di Johann Sebastian Bach e dei suoi contemporanei. È la prima persona che abbia preparato e registrato due volte (su strumenti moderni) le opere corali di J.S. Bach, un lavoro monumentale che coinvolge oltre 1.000 pezzi di musica, suddiviso su 170 compact discs. Inoltre registrò numerose opere corali e orchestrali romantiche e classiche, tra cui le opere di Johannes Brahms. Nel 1988 eseguì la prima mondiale della Messa per Rossini che egli aveva diretto anche al Festival di Musica di Rheingau nel 2001, dove tradizionalmente diresse il concerto finale.
Rilling fondò l'Oregon Bach Festival nel 1970 e prestò servizio come direttore artistico fino al 2013. Fondò anche e diresse l'Internationale Bachakademie Stuttgart dal 1981. Nel 2001 Rilling creò il Festival Ensemble per far parte del Festival Europeo di Musica di Stoccarda ("Musikfest Stuttgart"). Rilling divenne il Direttore del Festival e docente al Toronto Bach Festival nel 2004.
Rilling è stato insegnante di direzione corale alla Musikhochschule di Francoforte dal 1965 al 1989.

## Registrazioni e premi
La registrazione di Rilling del Credo di Krzysztof Penderecki, commissionata ed eseguita dall'Oregon Bach Festival, vinse il Grammy Award del 2001 per la migliore esecuzione corale. Nel 2008 Rilling ricevette il premio Sanford dalla Yale School of Music presso l'Università Yale. È stato il destinatario del Premio Musicale Herbert von Karajan nel 2011.
Per il 75º compleanno di Rilling, l'etichetta Hänssler Classic ha pubblicato l'intera edizione di Bach.